# Bixad (Satu Mare)
Bixad è un comune della Romania di 7 486 abitanti, ubicato nel distretto di Satu Mare, nella regione storica della Transilvania. 
Il comune è formato dall'unione di 3 villaggi: Bixad, Boinești, Trip.